# أسبوع التحصين العالمي
أسبوع التحصين العالمي (بالإنجليزية:World Immunization Week) هو حملة عالمية للصحة العامة لرفع مستوى الوعي وزيادة معدلات التحصين ضد الأمراض التي يمكن الوقاية منها باللقاحات في جميع أنحاء العالم. تعقد هذه الحملة العالمية من كل عام خلال الأسبوع الأخير من شهر أبريل.
التطعيم يمكن أن يحمي ضد 25 مرض معدي مختلف، من الطفولة إلى الشيخوخة، مثل الدفتيريا والحصبة والسعال الديكي وشلل الأطفال والكزاز. تقدر منظمة الصحة العالمية (بالإنجليزية:World Health Organization) أن التلقيح فعال ويمكن أن يحمي حوالي 2-3 مليون شخص من الوفاة كل عام. ومع ذلك حوالي 22.6 مليون طفل في جميع أنحاء العالم لا يزالون في عداد المفقودين من اللقاحات الأساسية، ومعظمهم من الدول النامية. في كثير من الأحيان يؤدي عدم كفاية معدلات تغطية التحصين الموارد محدودة، وتنافس في الأولويات الصحية، وسوء إدارة النظم الصحية والمراقبة غير كافية. الهدف من أسبوع التحصين العالمي هو رفع وعي الجمهور عن كيفية الحفاظ وتحصين الإنسان، ودعم الناس في كل مكان للحصول على التطعيمات المطلوبة ضد الأمراض الفتاكة لأنفسهم ولأطفالهم.
تم تأسيس أسبوع التحصين العالمي من أجل الجهود التي تجري في مختلف البلدان والمناطق لتحصين الاحتفال والوعي لمدة أسبوع. أسبوع التحصين العالمي هي واحد من ثماني حملات رسمية موجوده في منظمة الصحة العالمية وهي اليوم العالمي للصحة،اليوم العالمي للمتبرعين بالدم، اليوم العالمي للملاريا، اليوم العالمي للسل، اليوم العالمي دون تدخين، اليوم العالمي لالتهاب الكبد الوبائي ويوم الإيدز العالمي.